# Paganismo nórdico

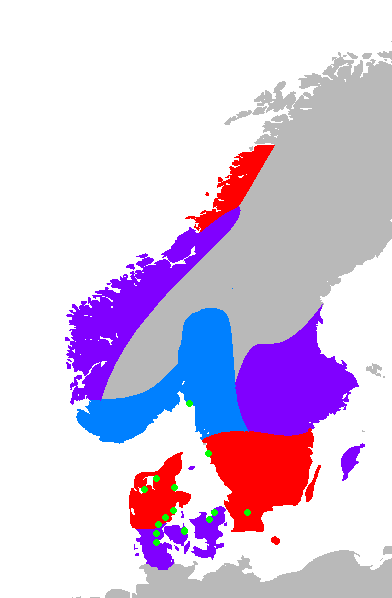
Mapa mostrando las diferencias regionales del culto (c. 900), determinadas a través de datos arqueológicos y toponímicos. En azul, las áreas es donde los dioses Vanir eran primordialmente venerados; el rojo indica el culto hacia Thor, Odín y otros Aesir, en cuanto al violeta, muestra las áreas donde ambos cultos coexistían. Los puntos verdes indican los lugares donde se hace referencia a Odín mediante sus topónimos.

Paganismo nórdico o paganismo escandinavo (en nórdico antiguo: heidindómr) es un término utilizado para describir las tradiciones religiosas comunes entre las tribus germánicas que habitaban en los países nórdicos antes y durante la cristianización de Europa del norte. El paganismo nórdico es un subconjunto del paganismo germánico, practicado en las tierras habitadas por las tribus germánicas en casi toda Europa central y septentrional, durante la época vikinga. El conocimiento actual sobre el paganismo nórdico ha sido inferido por los resultados arqueológicos, etimológicos, y por los materiales escritos de la época.

## Terminología
La religión escandinava es un fenómeno cultural, y, como la mayoría de las creencias folclóricas anteriores a la alfabetización, sus practicantes, probablemente no tenían un nombre para su religión, hasta que entraron en contacto con forasteros o competidores. Ergo, los únicos títulos que eran dados eran aquellos utilizados para describir la religión de una manera competitiva, usualmente en un contexto muy antagónico. Algunos de estos términos fueron hedendom (escandinavo), Heidentum (alemán), Heathenry (inglés) o Pagan (latín). Un nombre interpretado más románticamente para la religión nórdica es el término islandés medieval Forn Siðr ("vieja costumbre")

## Fuentes literarias

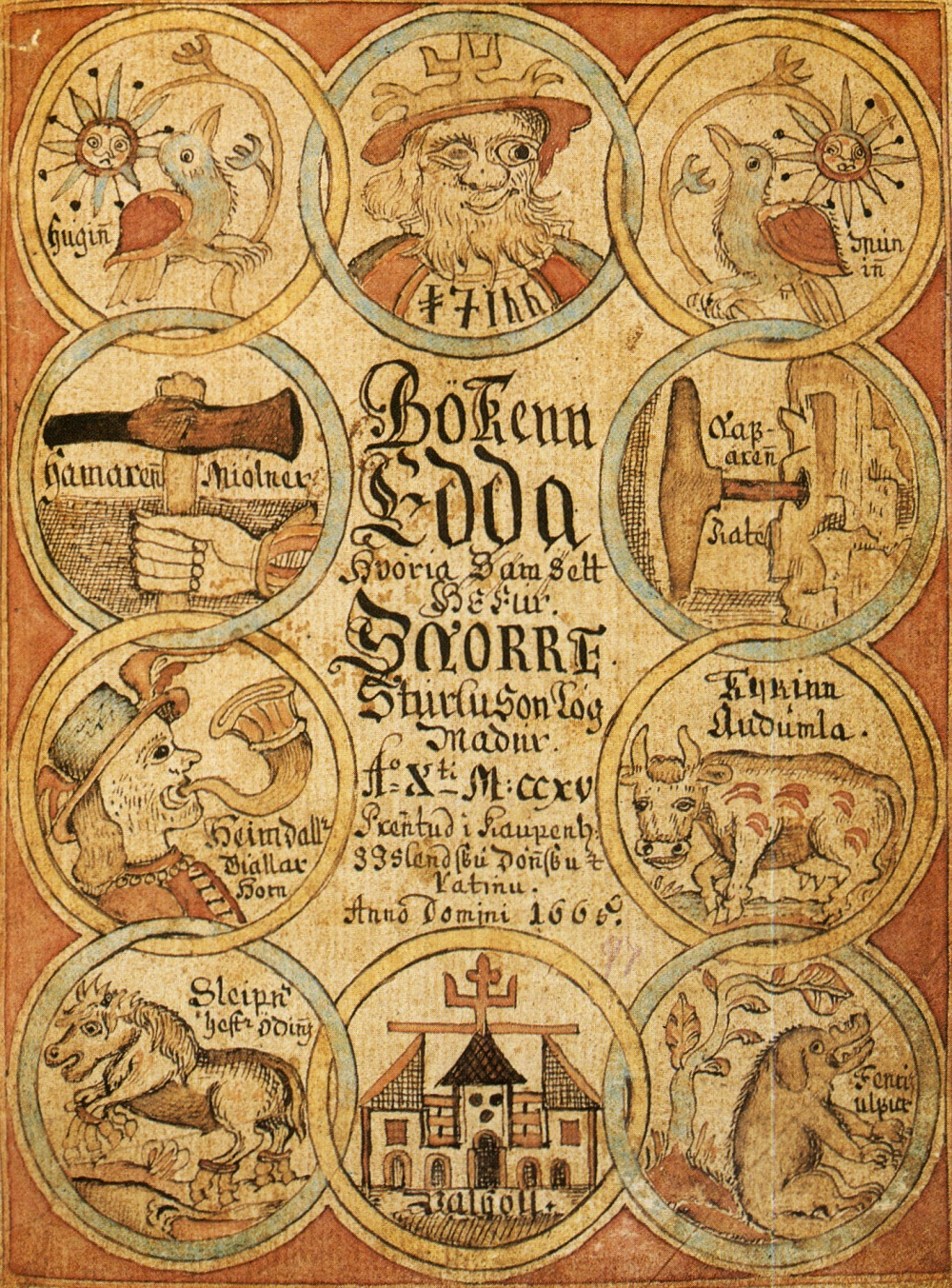
Copia del siglo XVIII de la
Edda prosaica, una de las principales fuentes literarias para la mitología escandinava.

## Culto

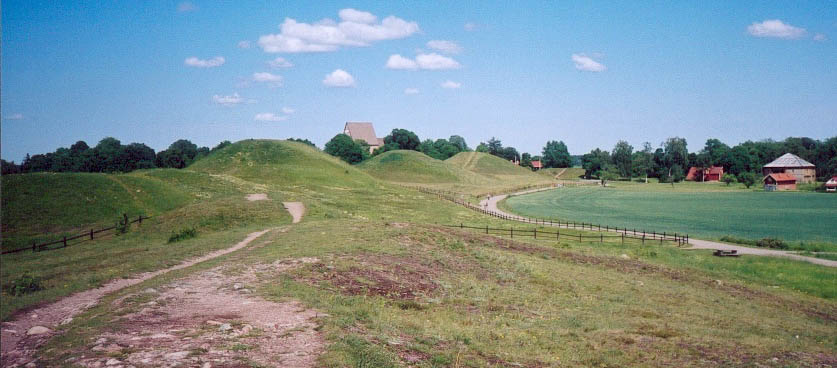
Gamla Uppsala ("Vieja Upsala"), centro de culto en Suecia, destruido hacia finales del.